# Hydnoroideae
Hydnoroideae, potporodica kopitnjakovki, nekada priznata kao samostalma porodica Hydnoraceae, dio reda paparolike (Piperales) 
Ove biljke žive kao paraziti koji napadaju korijenje i grmlje drugih biljnih vrsta, a veći dio raste pod zemljom, dok se samo cvijet nalazi na površini čiji je opojni miris neodoljiv kukcima i njihov su oprašivač. Kod vrste Hydnora africana čak se i plod nalazi ispod zemlje.

## Opis
Ova porodica ili potporodica se sastoji od dva roda. Prosopanche je poznat iz južne Južne Amerike i Kostarike. Hydnora se nalazi u Africi i na Madagaskaru. Ovo je klasičan primjer gondvanske distribucije. Predak dvaju rodova vjerojatno je zauzeo Gondwanu prije odvajanja tog kontinenta na Afriku i Južnu Ameriku prije oko 100 milijuna godina. Nevjerojatno otkriće Prosopanche u Srednjoj Americi (Gomez & Gomez 1981.) pokazuje širok raspon disjunkcije za rod. Takson se smatra novom vrstom (P. costaricensis) ili srodnom P. americana iz Južne Amerike.

### Opći opis
Bezlisni, aklorofilni, kopneni korijenski parazit. Tkivo pilot–korijena (podzemna mreže mesnatih tzv. "pilot korijena" povezanih s korijenskim sustavom domaćina) ružičasto kada se presječe, s vaskularnim snopovima koji sadrže žile s jednostavnim perforacijama. Parenhimatozna tkiva s raštrkanim stanicama sluzi koje sadrže tanifer ili šupljine koje sadrže katehin i proantocijanin (Coussio et al. 1971.). 

### Parazitizam
Korijenski paraziti. Neke vrste Hydnora su specifični za određene Euphorbiaceae. Prosopanche se često nalazi kao parazit na Fabaceae (osobito Prosopis). 

### Korijenje
Formiranje opsežnog horizontalnog sustava ili dvije vrste korijena: pilot i haustorial. Korijeni pilota su uglati (često šesterokutni) ili teretasti s vermiformnim izraštajima na grebenima. Korijen pilota ima korijenovu kapicu na vrhu. Iz projekcija duž kutova oblikuju klavate haustorijalne korijene koji su oko 1 cm dužine. Kada korijen domaćina dođe u kontakt s haustorijalnim korijenom, dolazi do fuzije. Haustorijalni korijeni često se međusobno stapaju.

### Stabljika
Stabljika ne postoji, nadzemni dijelovi biljke tehnički su jednocvjetni cvat.

### Listovi
Odsutni. 

### Cvat
Sastoji se od jednog cvijeta.

### Spol biljke
Cvjetovi dvospolni.

### Cvjetovi
Formiraju se pojedinačno i endogeno unutar tkiva pilot korijena, posebno na mjestu gdje se pojavljuju veze s korijenom domaćinom. Cvjetni pupoljci cjevasti, strše neposredno iznad površine tla ili cvjetaju podzemno (kod Hydnora triceps). Za razvoj pupova potrebna je najmanje jedna godina. Cvjetovi su veliki (10-15 cm), mesnati, neugodnog mirisa, oprašuju se kornjašima (muhe zujare u H. triceps), epigini s kratko produljenim hipantijom, aktinomorfni i monohlamidni.
Čaška: tepali 3-4 (5), debeli, mesnati, spojeni odozdo, vanjska površina gruba, ispucala, smeđa, unutarnja površina upadljiva (bijela, ružičasta, lososova, narančasta ili crvena) često sa retrorsnim čekinjama. Ove čekinje zadržavaju gostujuće insekte (kožojedi ili Dermestidae) privučene trulim mirisom. Kod H. africana, miris izlazi iz "tjelesa mamaca" (specijalizirane dlake) unutar cvijeta. Cvjetovi kod H. johannis izbijaju iz tla nakon kiše. Ako je prisutna dovoljna vlaga, režnjevi perijanta su otvoreni i leže na tlu. Ako nedostaje vlage, režnjevi se ne odbijaju, već se samo malo otvaraju. Za razliku od H. africana, trostrani režnjevi perijanta kod H. johannisa diferencirani su na vrhu u goli, svijetloružičasti osmoforni kukulus s jakim smrdljivim mirisom.
Vjdenčić: Odsutan. 
Androecij: Jako modificiran i sinandrijalan, gotovo ili sasvim bez filamenata, sastoji se od isto toliko prašnika koliko i tepala i nasuprot njima, ali s brojnim izduženim, ekstrorsnim, bisporangijatnim peludnim vrećicama koje se otvaraju uzdužnim prorezima. Kod Hydnora androecium oblikuje režnjeviti prsten na hipantiju, režnjevi su nasuprot tepalima i ponekad s uspravnim slobodnim vrhom. Kod Prosopanche vrlo kratki filamenti izlaze iz hipantija, a ekstrorsni prašnici su spojeni tako da tvore kupolu ili kapicu s malim središnjim otvorom.
Staminodije: male, mesnate staminodije su prisutne ispod i izmjenjuju se sa prašnicima u Prosopanche.
Pelud: okrugao do duguljast, binukleatan, monosulcata (Hydnora) ili bisulcate (Prosopanche), bez skulpture. Ljepljivo u Hydnori.
Ginecej: Sastoji se od 3 (4) karpela spojenih da tvore složeni, inferiorni, jednolokularni jajnik koji se na kraju ispuni rastom naraslih posteljica. Stigma sjedeći i 3-režnjevita u Hydnora, u Prosopanche sastoji se od stršećih vrhova placentnih lamela. Placente lamelarne, prekrivene ovulima, u Prosopanche brojne u 3 skupine, parijetalne, duboko uvučene, ali u središtu nisu spojene. U Hydnora brojni, viseći s vrha jajnika i razgranati.
Ovule: vrlo brojne, ortotropan, s masivnim pojedinačnim omotačem, tenuinucelularnim, u prosopancheu ugrađenom i jedva diferenciranom od posteljice, osim kao embrionske vrećice, jedinstveni omotač prepoznatljiv samo u području mikropilara.
Embrij: Embrijska vreća bisporična u Prosopanche, tetrasporična u Hydnora.. Razvoj endosperma stanični. Zreli embrij je sitan, nediferenciran i zatvoren u endospermu.

### Plod
Okruglasti, s drvenastim ili ljuskavim, smeđim perikarpom i brašnastim ili želatinoznim, bijelim, jestivim mezokarpom. Plod može sazrijeti do 2 godine. U Hydnora, sjemenke su vrlo brojne (20 000) u plodu koji može mjeriti 8 cm u promjeru. Plod kod H. johannis je mirisan, ima teksturu jabuke i okus Annona squamosa (Musselman 1984). Glavninu ploda čine sjemenke ugrađene u bijele, vlaknaste posteljice. Kod Hydnore se suhi ostaci cvijeta lome u prstenu oko vrha ploda kako bi se otkrila unutarnja pulpa koja sadrži sjemenke. U Prosopanche plod puca kad sazrije.

### Sjeme
Malo, s tvrdim sjemenom, tankim slojem perisperma i dobro razvijenim endospermom s polisaharidnim (arabinoznim) rezervama hrane.

## Rodovi
- Hydnora Thunb. (10 spp.)
- Prosopanche de Bary (7 spp.) [4]

## Galerija
- Hydnora africana
- Hydnora africana
- Hydnora triceps
- Prosopanche americana